# Giovanni Benedetti
Giovanni Benedetti (ur. 12 marca 1917 w Spello, zm. 3 sierpnia 2017 w Foligno) – włoski duchowny katolicki, biskup pomocniczy Perugia-Città della Pieve 1974-1976 i biskup diecezjalny Foligno 1976-1992.

## Życiorys
Święcenia kapłańskie otrzymał 26 maja 1940.
12 grudnia 1974 papież Paweł VI mianował go biskupem pomocniczym Perugia-Città della Pieve ze stolicą tytularną Limata. 23 stycznia 1975 z rąk kardynała Sebastiana Baggio przyjął sakrę biskupią. 25 marca 1976 mianowany biskupem diecezjalnym Foligno. 10 października 1992 ze względu na wiek na ręce papieża Jana Pawła II złożył rezygnację z zajmowanej funkcji.